# 알타의 암각화

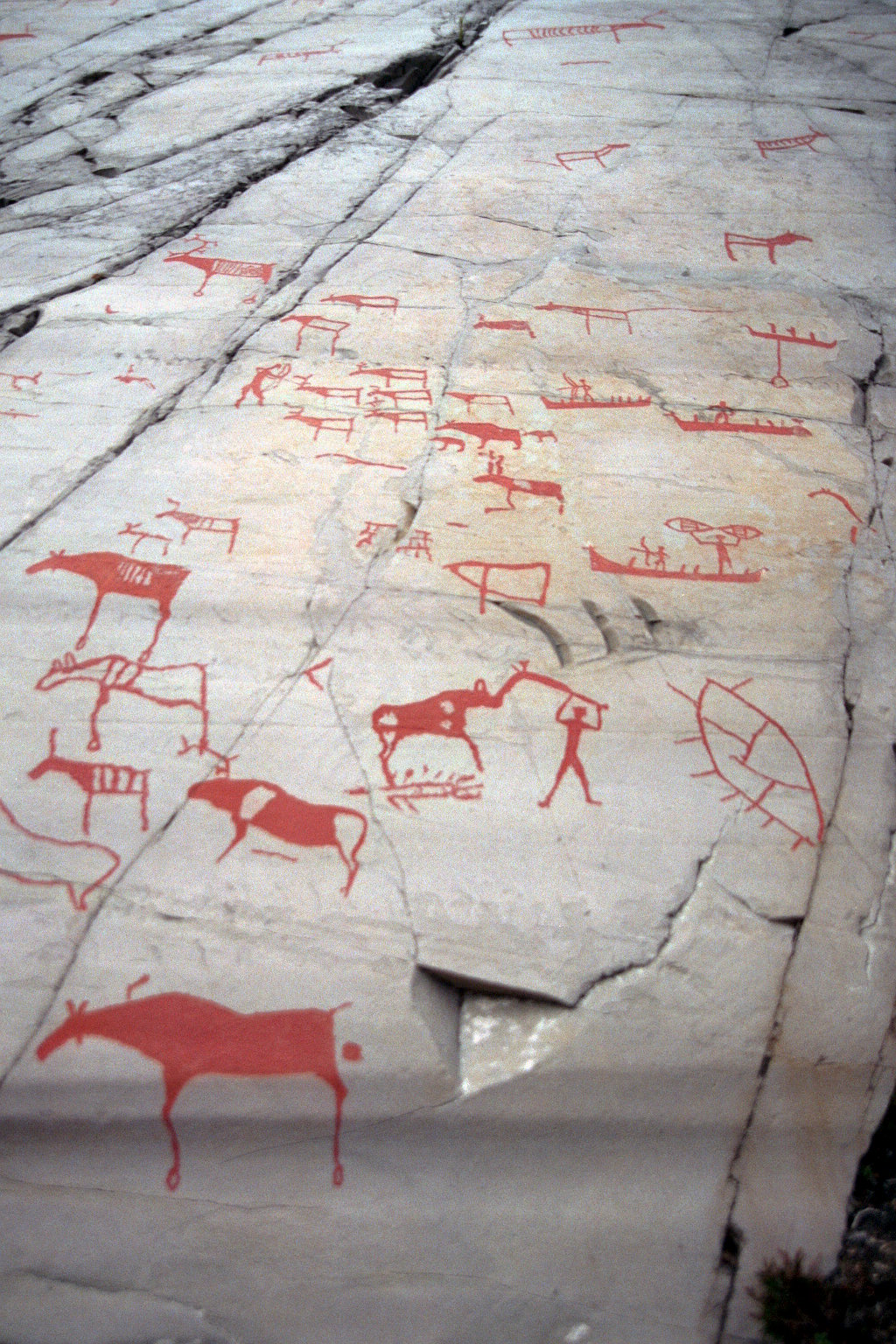

알타의 암각화(노르웨이어: Helleristningene i Alta, 영어: Rock Art of Alta)는 노르웨이 북부 핀마르크주의 알타 근교에 있는 대형 암각화다. 1973년 처음 발견된 이래 알타 주변의 여러 곳에서 암각화가 6천 개 이상 더 발견되었다. 이 중 가장 규모가 큰 것은 알타 읍내에서 5 킬로미터 정도 떨어진 예프말루옥타로, 수천 개의 암각화가 새겨져 있다. 이 곳은 현장 그대로 노천박물관으로 사용되고 있다. 1985년 12월 3일 유네스코 세계유산으로 등록되었다. 노르웨이의 유일한 선사시대 세계유산이다.

## 같이 보기
- 암각화